# حوزه انتخابیه چهل‌ودوم کالیفرنیا
حوزه انتخابیه چهل‌ودوم کالیفرنیا یک حوزه انتخابیه مجلس نمایندگان آمریکا است که در ایالت کالیفرنیا قرار دارد.